# もっとぶらり!風気分
もっとぶらり!風気分（もっとぶらりかぜきぶん）は、テレビ神奈川で1998年4月から放送していた旅番組。JAグループ神奈川一社提供。

## 概要
番組開始当初は「ぶらり!風気分」だったが、2004年4月、テレビ神奈川の新社屋完成に伴い、改名、同時に女性アシスタントを加えた。神奈川県内各地をクロベエこと黒部幸英が毎週旅して、楽しくリポートする。
tvkを代表する長寿番組として2007年11月24日には、放送500回を突破したが、2008年3月29日放送分をもって終了。10年間(総放送回数518回)の歴史に幕を閉じた。
前身は、青空ハズムがリポートをしていた「ふるさと再発見」で、やはり神奈川県下の地域旅・情報番組であった。

## 放送時間
1998年4月 - 2007年3月
月曜20:45 - 21:00
土曜7:45 - 8:00（再）
2007年4月 - 2008年3月
土曜18:30 - 18:45
土曜8:15 - 8:30（再）

## 出演
- 黒部幸英（クロベエ）
- 女性アシスタント
  - 長谷川希（2004年4月 - 2005年2月）元証券会社社員。リウマチを発病し降板。
  - 大石里紗（2005年4月 - 2006年9月）元レースクイーン。
  - 森田雪（2007年4月 - 2008年3月）

- ナレーター：MISAKI（毎年末の総集編では姿を見せるが、顔は基本的に出さない）

## 主題歌
- 「ぶらり!風気分」
  - 「冒険者たち」（楠瀬誠志郎）
- 「もっとぶらり!風気分」
  - 「明日によろしく」（つじあやの）（ - 2006年9月）
  - 「夕暮れ時に何思ふ」（ケイタク）（2006年10月 - 番組終了）